# Seleção Baamense de Futebol
A Seleção Baamense de Futebol representa as Bahamas nas competições de futebol da FIFA.
Nunca participou de uma Copa do Mundo, nem de uma Copa Ouro da CONCACAF. É considerada uma das piores seleções do futebol mundial, sendo inclusive uma das 6 equipes zeradas no ranking da FIFA, juntamente com Anguilla, Eritreia, Gibraltar, Somália e Tonga.

## Bahamas naCopa do Mundo
- 1930 a 1994 - Não disputou
- 1998 - Abandonou
- 2002 a 2010 - Não se classificou
- 2014 - Abandonou na segunda fase
- 2018 - Não se classificou

### Eliminatórias para a Copa do Mundo 2010
| Fase | Data                | Mandante | Placar | Visitante |
| ---- | ------------------- | -------- | ------ | --------- |
| 2ª   | 15 de junho de 2008 | Jamaica  | 7 - 0  | Bahamas   |
| 2ª   | 18 de junho de 2008 | Bahamas  | 0 - 6  | Jamaica   |

## Bahamas naCopa Ouro
- 1991 a 1998 - Não disputou
- 2000 - Não se classificou
- 2002 - Abandonou
- 2003 - Não disputou
- 2005 - Abandonou
- 2007 - Não se classificou
- 2009 - Não se classificou
- 2011 - Não se classificou

## Bahamas nosJogos Pan-americanos
- 1951 a 1967 - Não competiu
- 1971 - Eliminado na primeira fase
- 1975 a 2007 - Não competiu

## Treinadores
| - Randy Rogers (1987) - Gary White (1999–2006) - Neider dos Santos (2006–2010) | - Paul James (2011) - Kevin Davies (2011–2014) - Nesley Jean (2014) | - Dion Godet (2014–2018) - Nesley Jean (2019–2025) - Kevin Davies (2025–) |

## Ranking da FIFA
| Posição | País     | Pontos |
| ------- | -------- | ------ |
| 192     | Maurícia | 1      |
| 193     | Bahamas  | 1      |
| 194     | Macau    | 1      |